# Filip Lastrić
Fra Filip Lastrić (Oćevija kod Vareša, 1700. – Kraljeva Sutjeska 1783.), bio je bosanski franjevac, hrvatski povjesničar i teološki pisac, putopisac, "otac" bosanskohercegovačke historiografije. Pripada najznamenitijim franjevcima Bosne Srebrene.

## Životopis
Filip Lastrić rođen je u Oćeviji (po čemu ga ponekad nazivaju Oćevac), u zaseoku Lastre (po kojemu je dobio prezime Lastrić), a obiteljsko mu je ime Martin Jakovović. Kao dječak školuje se kod franjevaca u Kraljevoj Sutjesci, potom u Italiji studira teologiju i filozofiju od 1720. do 1724. godine. Za svećenika je zaređen 1724. godine. Bio je lektor filozofije u Požegi i učitelj novaka u Sutjesci, gdje je proveo najveći dio života. Kustos franjevačke kustodije, provincijal Bosne Srebrene bio je od 1741. do 1745. godine. Svesrdno se zauzimao za provinciju i njezina prava. Njegovi pisani radovi mogu se svrstati u dvije kategorije: povijesni i teološki.
Na hrvatskom i latinskom jeziku objavio niz propovjedničkih i povijesnih djela:
- Koristan nauk dilovati molitvu od pameti (1742.)
- Testimonium bilabium seu sermones panegyrico-dogmatico-morales pro solemnitatibus Domini Sabaoth (latinski i hrvatski; Venecija, 1755.)
- Kratak naçin çiniti Put krixa koga izvadi iz razliki kgnixiczah djaçki, i talianski (Rim, 1758.)
- De antiquitate et natis Provinciae Bosniensis, (Venecija, 1762.)
- Od' uzame (Venecija, 1765.)
- Nediglnik dvostruk... To’ jest po dva Govoregnja za ʃvaku Nediglju priko godinę laʃna, kratka i ravna (Venecija, 1766.)
- Epitome vetustatum Provinciae Bosniensis: seu brevissimum compendium historico-chronologicum congesta (Venecija, 1765.; prijevod: Pregled starina bosanske provincije, Sarajevo, 1977., Sarajevo-Zagreb-Tomislavgrad, 2003.)
- Illyricum sacrum (Sveti Ilirik, dio o Bosni)
- Commentariolum super Bosnensi provincia (Kratka rasprava o Bosanskoj provinciji)
- Svetgnjak... To’ jest Govoregnja od ʃvetie, kako i na dneve ʃvetkovinah ghibglivie, koiʃe shtuju uzdarxagnem od poslovah sluxavski priko ʃve godine (Venecija, 1766.)
- Ljetopis sutješkog samostana

U Epitome Lastrić je osim povijesti i suvremenoga stanja franjevačke bosanske provincije prikazao i opću povijest Bosne u doba banova i kraljeva. Među inim, bio je suradnikom poznatoga historičara Farlatija za čiji je Illyricum sacrum izradio opis Bosne. U rukopisu su mu, pored ostaloga, ostala predavanja iz filozofije i logike (Traditiones in universam aristotelico-scoticam philosophiam) i Commentariolum super Bosnensis Provincia. Vodeći ljetopis svoje redodržave i baveći se književno-znanstvenim radom, umro je u samostanu Sutjeska 1783. Prvi je povjesničar i bibliograf Bosne i Hercegovine. Njegova su djela na hrvatskom dala znatan doprinos počecima standardizacije hrvatskoga jezika novoštokavske osnovice.
Fra Marko Karamatić i Ivan Lovrenović ga smatraju i putopiscem. Putopisne dijelove njegovih uradaka uvrstili su u izbore književnosti bosanskih franjevaca 1982. i 1984. godine.

## Vanjske poveznice
- Fra Filip Lastrić  Arhivirana inačica izvorne stranice od 6. listopada 2007. (Wayback Machine), članak u "Bobovcu", listu vareških Hrvata, br. 67
- Matica hrvatska - Ogranci - Knjige  Arhivirana inačica izvorne stranice od 8. kolovoza 2007. (Wayback Machine) - Hrvatska književnost BiH od od XIV_ do sredine XVIII_ stoljeća (6)
- Herceg-Bosna.org  Arhivirana inačica izvorne stranice od 23. veljače 2009. (Wayback Machine) Filip Lastrić
- Anđelko Mijatović, Andrija Zirdum, Filip Lastrić-Oćevac 1700-1783, Analecta croatica christiana XV, Zagreb 1982, str. XXIV + 200[neaktivna poveznica], str. 294. – 296., historiografija.hr
- [neaktivna poveznica], hbl.lzmk.hr

| Prethodnik:                       | Provincijal Bosne Srebrene (1741. – 1745.) | Nasljednik:                         |
| Fra Ivan Srijemac (1738. – 1741.) | Provincijal Bosne Srebrene (1741. – 1745.) | Fra Franjo Ivanović (1745. – 1748.) |